# Die schrecklichsten Verbrechen der Welt – Australien
Die schrecklichsten Verbrechen der Welt – Australien (Originaltitel: Crimes That Shook Australia) ist eine britisch-australische Krimi-Dokumentationsreihe, die seit dem 16. April 2014 auf dem australischen Sender Crime + Investigation Network Australia erstausgestrahlt wird. Die deutschsprachige Erstausstrahlung erfolgt seit dem 13. Dezember 2017 auf dem deutschen Sender Kabel eins Doku.
Die zehnteilige dritte Staffel wurde vom 18. Februar bis zum 22. April 2018 ausgestrahlt. Moderiert wurde sie erstmals von Matt Doran.

## Konzept
In der Dokumentationsreihe werden pro Folge ein Kriminalfall behandelt, der in Australien stattfand. Aus der Perspektive von Tätern und Opfern werden die letzten Tage der Taten nachgestellt. Dies geschieht unter anderem mithilfe von Zeugen- und Opferaussagen sowie Interviews mit den zuständigen Ermittlern und Gerichtsmedizinern; auch Originalaufnahmen werden verwendet.
Sie ist ein Ableger der Dokumentationsreihe Crimes That Shook Britain (englisch für Verbrechen, die erschüttern Großbritannien), die seit September 2008 auf dem britischen Sender Crime + Investigation Network  UK ausgestrahlt wird. Die deutschsprachige Erstausstrahlung erfolgt seit dem Januar 2015 unter dem Titel Auf Verbrecherjagd auf dem deutschen Fernsehsender ZDFinfo und seit Oktober 2017 unter dem Titel Die schrecklichsten Verbrechen der Welt – Großbritannien auf dem deutschen Fernsehsender Kabel eins Doku.

## Produktion und Ausstrahlung
Die Sendung wird seit 2013 von der britischen Firma Title Role Productions für den Fernseh-Network Crime & Investigation Network (Vereinigtes Königreich) und für den Pay-TV-Anbieter Foxtel (Australien) produziert.
Sie wurde erstmals am 16. April 2014 auf dem australischen Fernsehsender Crime & Investigation Network Australia  ausgestrahlt. Bisher wurden 14 Folgen in zwei Staffeln gesendet. Die deutschsprachige Erstausstrahlung von acht Folgen erfolgte vom 13. Dezember 2017 bis zum 31. Januar 2018 mittwochs um 22 Uhr auf dem deutschen Fernsehsender Kabel eins Doku. Jedoch verwendet Kabel eins Doku eine andere Episodenreihenfolge.
Den weltweiten Vertrieb der Dokumentationsreihe übernimmt das britische Unternehmen Cineflix Rights.

## Episodenliste

### Staffel 1
| Nr. (ges.) | Nr. (St.) | Deutscher Titel              | Originaltitel           | Erstausstrahlung Australien | Deutschsprachige Erstausstrahlung (D) |
| ---------- | --------- | ---------------------------- | ----------------------- | --------------------------- | ------------------------------------- |
| 1          | 1         | –                            | Ebony Simpson           | 16. Apr. 2014               | –                                     |
| 2          | 2         | Die Tragödie von Port Arthur | The Port Arthur Tragedy | 23. Apr. 2014               | 20. Dez. 2017                         |
| 3          | 3         | Peter Norris Dupas           | Peter Dupas             | 30. Apr. 2014               | 13. Dez. 2017                         |
| 4          | 4         | Jason Alexander Downie       | Jason Downie            | 7. Mai 2014                 | 3. Jan. 2018                          |
| 5          | 5         | Katherine Mary Knight        | Katherine Mary Knight   | 14. Mai 2014                | 27. Dez. 2017                         |
| 6          | 6         | –                            | Derek Percy             | 21. Mai 2014                | –                                     |

### Staffel 2
| Nr. (ges.) | Nr. (St.) | Deutscher Titel              | Originaltitel              | Erstausstrahlung Australien | Deutschsprachige Erstausstrahlung (D) |
| ---------- | --------- | ---------------------------- | -------------------------- | --------------------------- | ------------------------------------- |
| 7          | 1         | Robert Farquharson           | Robert Farquharson         | 29. Mai 2016                | 31. Jan. 2018                         |
| 8          | 2         | –                            | Peter Falconio             | 5. Juni 2016                | –                                     |
| 9          | 3         | Der Amoklauf von Strathfield | The Strathfield Massacre   | 12. Juni 2016               | 24. Jan. 2018                         |
| 10         | 4         | –                            | Darcey Freeman             | 19. Juni 2016               | –                                     |
| 11         | 5         | Terroralarm in Melbourne     | The Russell Street Bombing | 26. Juni 2016               | 10. Jan. 2018                         |
| 12         | 6         | –                            | Raechel Betts              | 3. Juli 2016                | –                                     |
| 13         | 7         | Das Hoddle Street-Massaker   | The Hoddle Street Massacre | 10. Juli 2016               | 17. Jan. 2018                         |
| 14         | 8         | –                            | Gerard Baden-Clay          | 17. Juli 2016               | –                                     |

### Staffel 3
| Nr. (ges.) | Nr. (St.) | Deutscher Titel | Originaltitel                               | Erstausstrahlung Australien | Deutschsprachige Erstausstrahlung (–) |
| ---------- | --------- | --------------- | ------------------------------------------- | --------------------------- | ------------------------------------- |
| 15         | 1         | –               | Snowtown: The Bodies in the Barrels Murders | 18. Feb. 2018               | –                                     |
| 16         | 2         | –               | The Bega Schoolgirl Murders                 | 25. Feb. 2018               | –                                     |
| 17         | 3         | –               | The Queen Street Massacre                   | 4. März 2018                | –                                     |
| 18         | 4         | –               | Matthew Milat                               | 11. März 2018               | –                                     |
| 19         | 5         | –               | Anu Singh                                   | 18. März 2018               | –                                     |
| 20         | 6         | –               | Daniel Kelsall                              | 25. März 2018               | –                                     |
| 21         | 7         | –               | Raymond Edmunds                             | 1. Apr. 2018                | –                                     |
| 22         | 8         | –               | Patricia Byers                              | 8. Apr. 2018                | –                                     |
| 23         | 9         | –               | The Walsh Street Massacre                   | 15. Apr. 2018               | –                                     |
| 24         | 10        | –               | Jill Meagher                                | 22. Apr. 2018               | –                                     |